# Соломонов, Олег Яковлевич
Оле́г Я́ковлевич Соломо́нов (5 декабря 1936, Петрозаводск — 1 августа 2016, Москва) — советский и российский звукооператор.

## Биография[1]
Родился 5 декабря 1936 в Петрозаводске.
В 1954-55 учился в Петрозаводском пединституте, а в 1955-56 — в Ленинградском институте железнодорожного транспорта.
В 1958—1962 был звукооператором в Петрозаводске, в 1962—1964 — старшим звукооператором радиостанции «Волга» (ГДР).
C 1964 — один из звукооператоров творческого объединения «Экран», с 1978 — звукорежиссёр игровых и анимационных фильмов.
Умер 1 августа 2016.

## Фильмография
1. 1975 — Слоно-дило-сёнок
2. 1975 — Вот какой рассеянный
3. 1978 — Краденое солнце
4. 1979 — Вовка-тренер
5. 1982 — Филипок
6. 1983 — Фантазёр
7. 1983 — Синичкин календарь. Весна
8. 1983 — Аттракцион
9. 1983 — Синичкин календарь. Зима
10. 1984 — Встречайте бабушку
11. 1985 — Возвращение Будулая
12. 1985 — Крылья, ноги и хвосты
13. 1985 — Зачем верблюду апельсин?
14. 1986 — Дореми
15. 1986—1987 — Следствие ведут колобки
16. 1986 — Тайна игрушек
17. 1986 — Мой нежно любимый детектив
18. 1987 — Ах, принцесса!
19. 1988 — Колобок, колобок!..
20. 1989 — Золотые слова
21. 1989 — Сестрички-привычки
22. 1991 — Женская астрология
23. 1992 — Сиротка Энни
24. 1992 — Старый автомобиль
25. 1993 — Война слонов и носорогов
26. 1994 — Бояка мухи не обидит 4. Сердце в пятках
27. 1994 — Капитан Пронин в опере
28. 1995 — Бояка мухи не обидит 6. Сегодня снова понедельник